# Билл Смитрович
Билл Смитрович (англ. Bill Smitrovich; род. 16 мая 1947, Бриджпорт, Коннектикут; имя при рождении — Уильям Стэнли Змитрович-младший) — американский актёр кино и телевидения, в единичных случаях также известен как режиссёр, продюсер и актёр озвучивания.

## Биография
Уильям Стэнли Змитрович-младший родился 16 мая 1947 года в городе Бриджпорт (штат Коннектикут, США). Отец — Стэнли Уильям Змитрович, работал производителем инструментов и штампов; мать — Анна Змитрович (до замужества — Война). Его родители — выходцы из Польши. В 1972 году юноша окончил Бриджпортский университет.
С 1982 года начал, взяв актёрский псевдоним Билл Смитрович, сниматься для телевидения и в кинофильмах, и по состоянию на январь 2025 года появился в примерно 115 фильмах и сериалах. О внешнем виде актёра кино-сайты пишут так: «высокий, относительно мускулистый и выглядит как обычный работяга». Основной актёрский образ — офицеры: полицейские и военные, нередко в очень высоких званиях — генералы и адмиралы.
Личная жизнь
8 июня 1985 год Смитрович женился на актрисе по имени Шоу Пёрнелл, вскоре у них родился сын, которого назвали Александр Джон, а четыре года спустя — дочь, Майя Кристина.

## Фильмография

### Актёр на широком экране
- 1982 — Немного секса[англ.] / A Little Sex — лаборант
- 1983 — Без следа[англ.] / Without a Trace — офицер полиции
- 1984 — Всплеск / Splash — Ральф Бауэр
- 1984 — Возлюбленные Марии / Maria's Lovers — бармен
- 1985 — Серебряная пуля / Silver Bullet — Энди Фэйртон
- 1986 — Сплочённые[англ.] / Band of the Hand — Чавес
- 1986 — Охотник на людей / Manhunter — Ллойд Боумен
- 1989 — Её алиби / Her Alibi — Фаррелл
- 1989 — Ренегаты / Renegades — детектив Финч
- 1990 — Сумасшедшие люди / Crazy People — Брюс
- 1995 — Телесные повреждения / Bodily Harm — лейтенант Дэррил Стюарт
- 1995 — В последний момент / Nick of Time — офицер Траст
- 1996 — Фантом / The Phantom — дядюшка Дейв Палмер
- 1996 — День независимости / Independence Day — капитан Уотсон
- 1996 — Эффект спускового крючка / The Trigger Effect — Стеф
- 1996 — Призраки Миссисипи / Ghosts of Mississippi — Джим Китченс
- 1997 — Самолёт президента / Air Force One — генерал Уильям Нортвуд, председатель Объединённого комитета начальников штабов
- 2000 — Тринадцать дней / Thirteen Days — генерал Максвелл Тейлор
- 2005 — Игра их жизней / The Game of Their Lives — адмирал Хиггинс
- 2006 — Контракт / The Contract — Эд Уэйнрайт, полицейский
- 2008 — Железный человек / Iron Man — генерал Габриэль
- 2008 — Проблеск гениальности / Flash of Genius — судья Майкл Фрэнкс
- 2008 — На крючке / Eagle Eye — адмирал Томпсон
- 2008 — Семь жизней / Seven Pounds — Хорхе Ристуччия
- 2011 — Ромовый дневник / The Rum Diary — мистер Зимбургер
- 2012 — Третий лишний / Ted — Фрэнк Стивенс
- 2014 — Человек ноября / The November Man — Джон Хэнли
- 2015 — Третий лишний 2 / Ted 2 — Фрэнк Стивенс
- 2017 — Стерва[англ.] / Bitch — папаша
- 2017 — Долина костей[англ.] / Valley of Bones — Билл

### Актёр телевидения
- 1984—1985 — Полиция Майами / Miami Vice — разные роли (в 2 эпизодах)
- 1986—1988 — Криминальные истории / Crime Story — сержант (детектив) Дэнни Крычек (в 40 эпизодах)
- 1989—1993 — Жизнь продолжается / Life Goes On — Дрю Тэтчер (в 83 эпизодах)
- 1994, 2005 — Полиция Нью-Йорка / NYPD Blue — Эл Анджелотти • доктор Питер Шеннон (в 2 эпизодах[англ.])
- 1995 — Звёздный путь: Глубокий космос 9 / Star Trek: Deep Space Nine — Уэбб (в 2 эпизодах)
- 1995 — Фантастическая четвёрка / Fantastic Four — Сорвиголова • Мэттью Мёрдок (в эпизоде And a Blind Man Shall Lead Them; озвучивание)
- 1995 — Она написала убийство / Murder, She Wrote — Ларри Армстронг • Леонард Аткинс (в эпизоде Frozen Stiff[англ.])
- 1996—1997 — Тысячелетие / Millennium — лейтенант Боб «Блетч» Блетчер (в 11 эпизодах[англ.])
- 1997 — Прикосновение ангела / Touched by an Angel — Билл МакНэбб (в эпизоде Great Expectations[англ.])
- 1998 — Идеальный убийца[англ.] / Mr. Murder — лейтенант Лоубок
- 1998 — Спорт будущего / Futuresport — тренер Дуглас
- 1998 — Остров фантазий / Fantasy Island — Эзра (в эпизоде Dying to Dance)
- 1999 — Бэтмен будущего: Полнометражный фильм[7] / Batman Beyond: The Movie — Фрэнк Уотт (озвучивание)
- 1999 — За гранью возможного / The Outer Limits — лейтенант Джозеф Дейн (в эпизоде The Inheritors)
- 1999—2000 — Бэтмен будущего / Batman Beyond — Ронни-боксёр • Фрэнк Уотт (в 2 эпизодах; озвучивание)
- 2000 — Золотые пауки[англ.] / The Golden Spiders: A Nero Wolfe Mystery — инспектор Крамер
- 2000 — Взрыв[англ.] / Fail Safe — генерал Старк
- 2001 — Детектив Нэш Бриджес / Nash Bridges — Рэй Урбански (в 3 эпизодах)
- 2001—2002 — Тайны Ниро Вульфа / Nero Wolfe — инспектор Крамер (в 25 эпизодах)
- 2001—2004 — Практика / The Practice — Кеннет Уолш (в 22 эпизодах)
- 2003 — Рейганы[англ.] / The Reagans — Александр Хейг
- 2004 — Аэропорт Лос-Анджелеса[англ.] / LAX — руководитель Ника (в пилотном эпизоде)
- 2004—2008 — Без следа / Without a Trace — Александр Ольчик (в 8 эпизодах)
- 2005 — 24 часа / 24 — Джин МакЛеннен (в эпизоде Day 4: 6:00 p.m.-7:00 p.m.)
- 2005 — Толстая актриса[англ.] / Fat Actress — Джон МакГуайр (в эпизоде Cry Baby McGuire)
- 2005 — 4исла / Numbers — Дэвид Крофт (в эпизоде Noisy Edge)
- 2005 — Миссис Харрис[англ.] / Mrs. Harris — Джоэль Арну
- 2005 — Закон и порядок: Специальный корпус / Law & Order: Special Victims Unit — Лайам Уэллер (в эпизоде Strain)
- 2006 — Закон и порядок / Law & Order — Эрни Карулли (в эпизоде Family Friend)
- 2006 — Девять[англ.] / The Nine — Пауэлл (в эпизоде Outsiders)
- 2007 — Мыслить как преступник / Criminal Minds — детектив Фаррадей (в 2 эпизодах)
- 2007 — Братья и сёстры / Brothers & Sisters — Бен Ридж (в эпизоде History Repeating)
- 2008 — Элай Стоун / Eli Stone — судья Оливер Дойл (в эпизоде I Want Your Sex)
- 2008 — Отчаянные домохозяйки / Desperate Housewives — преподобный Грин (в эпизоде The Gun Song)
- 2008 — Юристы Бостона / Boston Legal — Джек Фицхью (в эпизоде Kill, Baby, Kill!)
- 2009 — Касл / Castle — Бен Дэвидсон (в эпизоде A Chill Goes Through Her Veins)
- 2010—2011 — Событие / The Event — Реймонд Джарвис, вице-президент США (в 15 эпизодах)
- 2012 — Закон Хэрри / Harry's Law — Майк Хорейс (в эпизоде Gorilla My Dreams)
- 2012 — Как стать джентльменом[англ.] / How to Be a Gentleman — Клайд (в эпизоде How to Be Draft Andrew)
- 2012 — C.S.I.: Место преступления Нью-Йорк / CSI: NY — Роберт Хикс (в эпизоде Blood Out)
- 2013 — Блудливая Калифорния / Californication — Джек (в эпизоде Blind Faith)
- 2014 — Искусственный интеллект / Intelligence — Стэнвик Финниган (в эпизоде Secrets of the Secret Service)
- 2014 — Рейк[англ.] / Rake — Берни Майклс (в 3 эпизодах)
- 2014—2016 — Последний корабль / The Last Ship — Джед Чандлер (в 7 эпизодах)
- 2015 — Два с половиной человека / Two and a Half Men — Рик (в эпизоде For Whom the Booty Calls)
- 2016 — Документалистика сегодня! / Documentary Now! — Майк Станкович (в эпизоде Globesman)
- 2016—2017 — Анатомия страсти / Grey's Anatomy — доктор Уолтер Карр • терапевт (в 2 эпизодах)
- 2017 — Последний кандидат / Designated Survivor — Нейт Батчер (в эпизоде Brace for Impact)
- 2017—2018 — Династия / Dynasty — Том Каррингтон (в 3 эпизодах[англ.])
- 2018 — Частный детектив Магнум / Magnum P.I. — Сэм Карлайл (в эпизоде The Woman Who Never Died)
- 2019 — Сын / The Son — судья Роу (в эпизоде Hot Oil)
- 2020 — Страшные сказки: Город ангелов / Penny Dreadful: City of Angels — Антон Чевик (в эпизоде Dead People Lie Down)
- 2021 — Новый агент Макгайвер / MacGyver — Джошуа (в эпизоде Banh Bao + Sterno + Drill + Burner + Mason)

### Прочие работы
- 1992 — Жизнь продолжается / Life Goes On — режиссёр эпизода More Than Friends
- 2014 — В уединении своего дома / In the Privacy of Your Own Home — исполнительный продюсер (к/м)